# Wadley (Géorgie)
Pour les articles homonymes, voir Wadley.
Wadley est une ville américaine située dans le comté de Jefferson, en Géorgie. Selon le recensement de 2020, sa population est de 1 643 habitants.